# Comando del Indo-Pacífico de Estados Unidos
El Comando del Indo-Pacífico de Estados Unidos (USINDOPACOM por sus siglas en inglés) es un comando unificado de las Fuerzas Armadas de Estados Unidos, está encabezado por el Comandante del Comando del Pacífico (CDRUSINDOPACOM siglas en inglés), es la suprema autoridad militar de las diferentes ramas de las fuerzas armadas de EE. UU. que prestan servicio en la zona de responsabilidad de este comando, sólo el presidente de Estados Unidos y el Secretario de la Defensa asesorados por la Junta de Jefes de Estado Mayor (JCS siglas en inglés) tienen mayor autoridad. Este comando tiene su Cuartel General en Honolulú, en la isla de Oahu en el Archipiélago de Hawái. La zona de jurisdicción que tiene el USINDOPACOM abarca el Océano Pacífico desde la Antártica en 92° O, hasta los 8º N, al oeste de 112° O, al noroeste a 50° N/169 N/142° O, al oeste de 170° E, al norte de 53° N, al noreste a 65° 30′ O, al norte de 90° N, al oeste del Océano Ártico de 169° O y al este de 100° E; la República Popular de China, Mongolia, la República Popular Democrática de Corea, la República de Corea, Japón, los países del Sudeste Asiático y la zona sur de Asia en la frontera occidental de la India, el Océano Índico al este y al sur de la línea de la India y Pakistán al oeste de la franja costera de 068° E, al sur de 5° S/068° E, en el oeste a 5° S/059° E, al sur de 8° S/059° E, en el suroeste a 11° S/054° E, al oeste hasta los 11° S/042° E, y al sur a lo largo de 042° E de la Antártida, Madagascar, Australia, Nueva Zelanda y Hawái.
El poder de combate principal de USINDOPACOM está formado por el Ejército de los Estados Unidos en el Pacífico, las Fuerzas de la Infantería de Marina en el Pacífico, la Flota del Pacífico de Estados Unidos, y las Fuerzas Aéreas de Estados Unidos en el Pacífico, todos con sede en Honolulú, Hawái.

## Áreas de Responsabilidad

En este mapa, el área de Responsabilidad del USINDOPACOM es mostrada en azul.

El espacio que está bajo la jurisdicción del USINDOPACOM se puede cuantificar de la siguiente manera: más de un cincuenta por ciento de la superficie del mundo, aproximadamente 105 millones de millas cuadradas (cerca de 272 millones kilómetros cuadrados), casi sesenta por ciento de la población mundial, treinta y seis países, veinte territorios dependientes, y diez territorios que son posesiones de Estados Unidos. 
Este comando se encarga de preservar y proteger cinco de los siete tratados de defensa mutua que ha firmado Estados Unidos con sus aliados, estos son:
- Tratado de Defensa Mutua de 1952 (firmado entre Estados Unidos y Filipinas).
- ANZUS, firmado en 1952 (Tratado entre Estados Unidos y Australia - Nueva Zelanda).
- Tratado de Defensa Mutua de 1954 (firmando por Estados Unidos y Corea del Sur).
- Tratado de Defensa Mutua de 1960 (firmado por Estados Unidos y Japón).

Además, la zona de responsabilidad del abarca la defensa de Taiwán, cuya relación con los Estados Unidos se rige por la Ley de Relaciones con Taiwán (firmada en 1979). Por otra parte, mientras que la organización SEATO se disolvió a finales de 1970, el SEACDT que es el Tratado de Defensa Colectiva, todavía existe y une formalmente a los EE. UU. con Francia, Australia, Nueva Zelanda, Tailandia y Filipinas.
Treinta y cinco por ciento del comercio total que Estados Unidos tiene a nivel mundial está bajo la seguridad del USINDOPACOM, esto asciende a más de 548 mil millones dólares (datos de 1998). Cinco de los ejércitos más grandes del mundo son supervisados por el Comando del Pacífico de Estados Unidos estos son los Ejércitos de la República Popular de China, de la India, de Rusia, de Corea del Norte y Corea del Sur.

## Organización

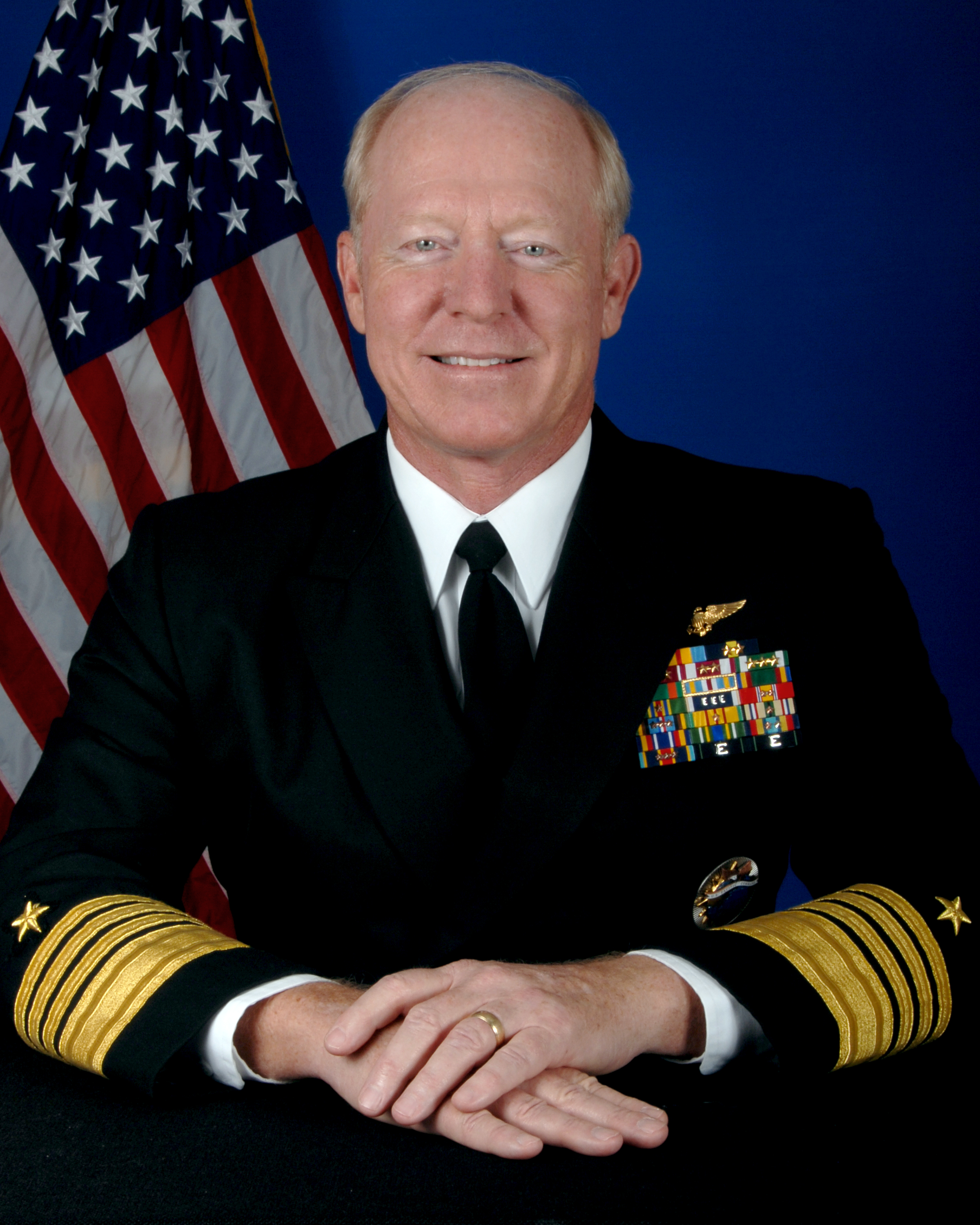
Almirante Robert F. Willard, ex-comandante supremo del USINDOPACOM (19 de octubre de 2009 al 9 de marzo de 2012).

El USINDOPACOM es un comando unificado que incluye cerca de 300.000 efectivos militares del Ejército, Armada, Fuerza Aérea y la Infantería de Marina (alrededor de 20 por ciento de todas las fuerzas de EE. UU. que están en servicio militar activo).

### Componentes
- Ejército de los Estados Unidos en el Pacífico (USARPAC)  Mando de Componente de Tierra de la Fuerza Conjunta..
  - Octavo Ejército (8th Army).
    - 2.ª División de Infantería (2.º ID).
    - 19.º Mando Expedicionario de Mantenimiento (19.º ESC).

  - 1.° Cuerpo, Cuartel General en la Base Conjunta de Lewis–McChord en el Estado de Washington.
    - 7.ª División de Infantería.
    - 25.ª División de Infantería.
    - Ejército de los Estados Unidos en Japón (USARJ).
    - 11.ª División Aerotransportada.
    - 593º Mando Expedicionario de Mantenimiento (593º ESC).

  - 94.º Comando del Ejército de Defensa Aérea de Misiles, Base Aérea Kadena, Japón.
  - 8.º Mando de Mantenimiento del Teatro (TSC).
    - 8.ª Brigada de Policía Militar.
    - 130.ª Brigada de Ingieneria.

  - 311º Mando de Señales.
    - 1.ª Brigada de Señales.
    - 516.ª Brigada de Señales.

  - 18.º Mando Médico.
  - 9.º Mando Regional de Apoyo (USAR).
  - 196.ª Brigada de Infantería.
  - 500.ª Brigada de Inteligencia Militar.
  - 5.º Destacamento de Coordinación del Campo de Batalla.
  - 25.ª División de Infantería (Ligera), Hawái.
  - Actividad Química del Pacífico del Ejército (Isla Jonhston).

- Fuerzas del Cuerpo de Marines en el Pacífico (MARFORPAC).
  - I Fuerza Expedicionaria de Marines, en California.
  - III Fuerza Expedicionaria de Marines, en Japón.
  - Base del Cuerpo de Marines Camp Blaz, en Guam.
  - Fuerza de rotación marina - Darwin.

- Flota del Pacífico de Estados Unidos (USPACFLT).  Mando del Componente Marítimo de la Fuerza Conjunta .
  - Tercera Flota, California.
  - Séptima Flota, Japón.
  - Fuerza Aérea Naval del Pacífico (NAVAIRPAC).
  - Fuerza Naval de Superficie del Pacífico (NAVSURFPAC).
  - Fuerzas Navales de los EE. UU. en Japón (NFJ).
  - Fuerzas Navales Estadounisentes en Corea (USNFK).
  - Región Conjunta de las Marianas (JRM).
  - Grupo operativo 73/Grupo Logístico Pacífico Occidental (TF73/CLWP).
  - Región Naval de Hawái (NAVREGHI).

- Fuerzas Aéreas de Estados Unidos en el Pacífico (PACAF).  Mando del Componente Aéreo de la Fuerza Conjunta .
  - 5.ª Fuerza Aérea, (AFJ) Japón.
  - 7.ª Fuerza Aérea (AFKOR), Corea del Sur.
  - 11.ª Fuerza Aérea, (PACAF) Alaska.
  - 613.º Centro de Operaciones Aéreas (613.º AOC).

- Fuerzas Espaciales de Estados Unidos en el Indo-Pacífico (SPACEFORINDOPAC)   Mando del Componente Espacial de las Fuerzas Combinadas .
  - Fuerzas Espaciales de Estados Unidos en Corea (USSPACEFOR-KOR).

### Mandos Subordinados
- Comando de Operaciones Especiales de Estados Unidos en el Pacífico (SOCPAC), Campo H. M. Smith, Hawái.
  - Fuerza de Tareas Conjunta N.º 510.
  - Fuerza de Tareas Conjunta de Operaciones Especiales, Filipinas.
  - 1.º Grupo de Fuerzas Especiales.
  - 353.º Grupo de Operaciones Especiales.
  - Unidad N.º 1 de Guerra Especial de la Marina.

- Fuerzas Armadas de Estados Unidos en Japón (USFJ), Cuartel General en la Base Aérea Yokota.
  - Ejército de Estados Unidos en Japón (USARJ).
  - Fuerzas Navales de los EE. UU. en Japón (NFJ)
  - Quinta Fuerza Aérea Fuerzas Aereas de Estados Unidos en Japón (AFJ).
  - Tercera Fuerza Expedicionaria de Marines (3 MEF)

- Fuerzas Armadas de Estados Unidos en Corea(USFK) , Cuartel General en Yongsan, Seúl).
  - Octavo Ejército de los Estados Unidos.
  - Séptima Fuerza Aérea, Fuerzas Aereas de Estados Unidos en Corea (AFK).
  - Fuerzas Navales Estadounisentes en Corea (USNFK).
  - Fuerzas de los Marines de Estadounidos en Corea (MARKFORK).
  - Fuerza Espacial de los Estados Unidos en Corea (USSFK).
  - Comando de Fuerzas Especiales en Corea (SOCKOR).
  - Fuerzas Espaciales de Estados Unidos en Corea (USSPACEFOR-KOR).

- Comando de Alaska, Cuartel General Base Aérea Elmendorf AFB, Alaska.

### Fuerzas de Tareas Conjuntas Permanentes
- Fuerza de Tareas Conjunta Interagencia Oeste (JIATF-W), Cuartel General en el Campo H. M. Smith, Hawái.
- Comando Conjunto de Contabilidad POW/MIA, Cuartel General en la Base Hickam AFB, Hawái.

### Unidades de Apoyo Adicionales
- Centro de Estudios de Seguridad para el Asia-Pacífico (APCSS) (Hawái).
- Centro de Operaciones Conjuntas de Inteligencia JOIC (Pearl Harbor-Hawái).
- Centro para la Excelencia en la Gestión de Desastres y Asistencia Humanitaria (CFE-DM) (Centro Médico Tripler, Hawái).
- Centro de Desastres del Pacífico (PDC), Rescate en Desastres (DEM).

De 1955 a 1979, el Comando también se incluyó al Comando de Defensa de Taiwán de Estados Unidos.